# Distaler Reiz
Als distaler Reiz, auch distaler Stimulus oder Fernreiz, wird in der Psychologie ein Objekt bezeichnet, von dem die messbare Veränderung einer physikalischen Größe (Gewicht, Licht, Wärme etc.) ausgeht, welche mit Hilfe der Sinne als proximaler Reiz aufgenommen und in der Wahrnehmung verarbeitet werden kann. Im Gegensatz zu diesem ist der distale Reiz unabhängig vom jeweiligen Beobachter.
Die Begriffe „distaler Reiz“, „proximaler Reiz“ und „Perzept“ wurden von Gustav Theodor Fechner geprägt, um einen kausalen Zusammenhang zwischen den Eigenschaften des Reizgegenstandes (distaler Reiz) und den am Sinnesorgan ablaufenden Reizvorgängen (proximaler Reiz) zu beschreiben.